# Intonarumori

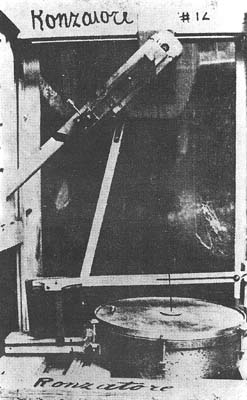
Vue interne d'un intonarumori de la famille des ronzatori (littéralement : « ronfleur ».

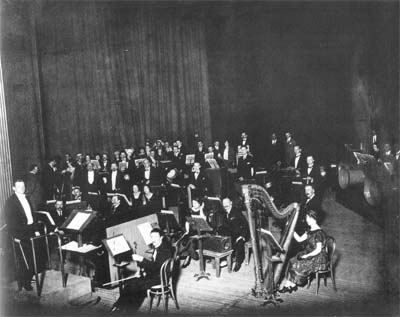
Concerto pour intonarumori et orchestre.

L'intonarumori (en italien littéralement « joueur de bruits ») est un type d'instrument de musique créé par le compositeur futuriste Luigi Russolo en 1913. Il s'agissait d'un générateur de son acoustique permettant de contrôler la dynamique, la longueur d'onde et le volume de différents types de sons. Russolo construit 27 variantes différentes. Tous les intonarumori ont été détruits pendant la Seconde Guerre mondiale.

## Répliques
Il y a trois collections en Italie, aux Pays-Bas (Wessel Westerveld) et aux États-Unis (Performa).